# Miconia subsimplex
Miconia subsimplex är en tvåhjärtbladig växtart som beskrevs av Pilg.. Miconia subsimplex ingår i släktet Miconia och familjen Melastomataceae. Inga underarter finns listade i Catalogue of Life.